# 한국제분협회
한국제분협회는 제분공업의 건전한 발전과 국책수행 협조를 목적으로 1955년 12월 31일 설립된 대한민국 농림수산식품부 소관의 사단법인이다. 사무실은 서울특별시 중구 남대문로 5가 118에 있다.

## 주요 사업
- 제분공업에 필요한 원료 및 제품 수급 원활 도모
- 제분기술 향상과 제품의 품질 및 규격개선 도모
- 밀 제품의 소비촉진 홍보
- 국제 밀 생산, 제고, 가격동향조사 분석 및 세미나 등